# ویکتور ایرینو دی سوزا
ویکتور ایرینو دی سوزا (به پرتغالی: Victor Irineu de Souza) مهاجم اهل برزیل است که در شهر بلو هوریزونته و در تاریخ ۳ آوریل ۱۹۸۹ به دنیا آمده‌است.
ویکتور ایرینو دی سوزا در تیم‌های فوتبال Monza سابقهٔ حضور دارد.